# Денисовский сельсовет (Дятловский район)
Денисовский сельсовет — упразднённая административная единица на территории Дятловского района Гродненской области Республики Беларусь.

## Состав
Денисовский сельсовет включал 25 населённых пунктов:
- Амбражилевичи — деревня.
- Ананичи — деревня.
- Городки — деревня.
- Денисово — деревня.
- Долбневичи — деревня.
- Драбовичи — деревня.
- Дуборовщина — деревня.
- Колки — деревня.
- Куцки — деревня.
- Малая Воля — деревня.
- Маськовцы — деревня.
- Ненадовичи — деревня.
- Пархуты — деревня.
- Пацевичи — деревня.
- Подвеликое — деревня.
- Рандиловщина — деревня.
- Русаки — деревня.
- Самойловщина — деревня.
- Скрендевичи — деревня.
- Скрунди — деревня.
- Смоляная Печь — деревня.
- Саловичи — деревня.
- Трохимовичи — деревня.
- Хомичи — деревня.
- Черленка — деревня.